# Planta de concreto

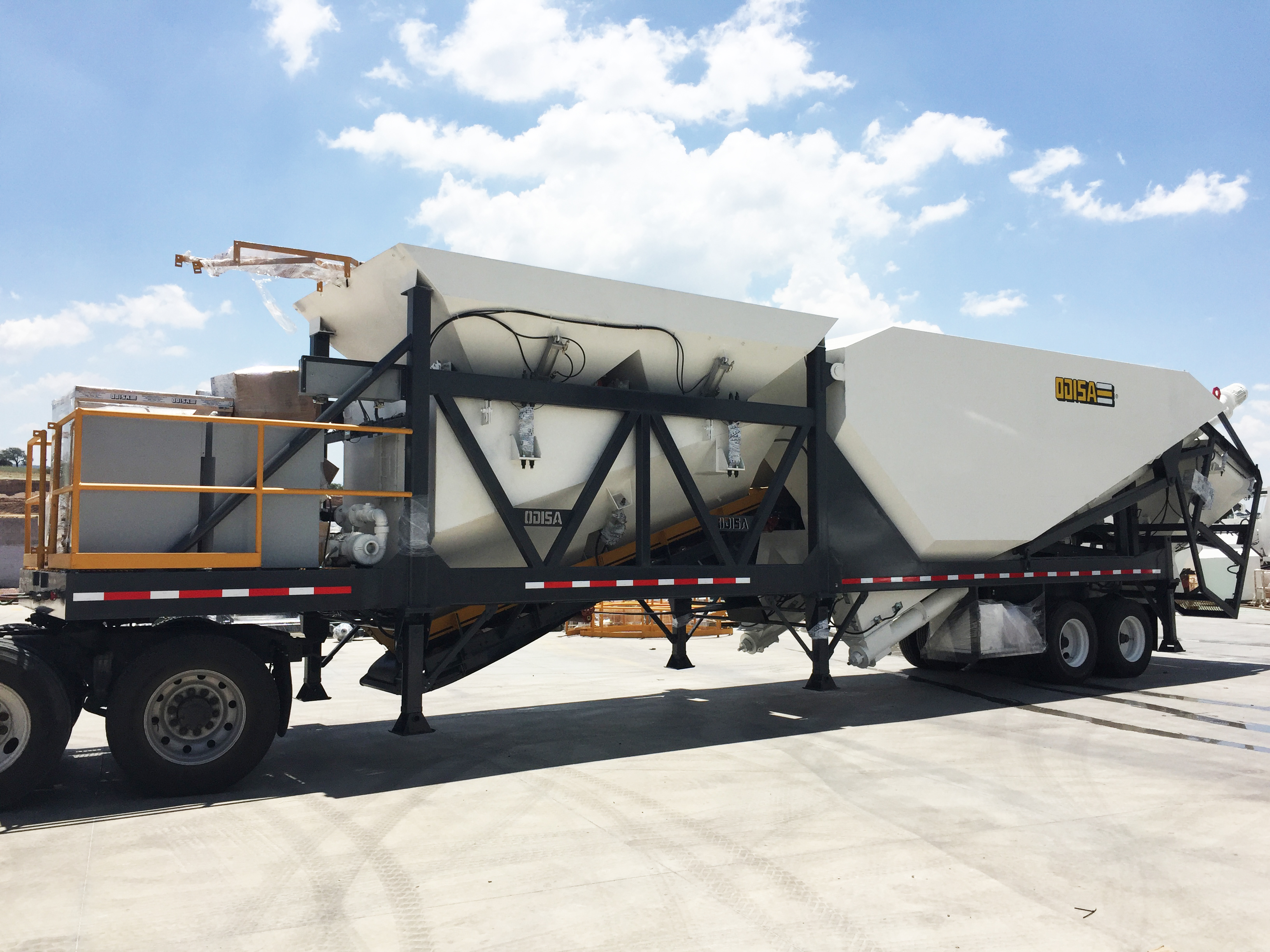
Planta de hormigón completamente móvil, con silo para cemento integrado. Almacén para agregados, báscula para cemento, báscula para agregados y sistema de transporte.

Planta de concreto u hormigón es una instalación utilizada para la fabricación del concreto u hormigón a partir de la materia prima que lo compone: árido (arenas y gravillas), cemento y agua (también puede incluir otros componentes como filler, fibras de refuerzo o aditivos). Estos componentes que previamente se encuentran almacenados en la planta de hormigón, son dosificados en las proporciones adecuadas, para ser mezclados en el caso de centrales amasadoras o directamente descargados a un camión hormigonera en el caso de las centrales dosificadoras.

## Tipos

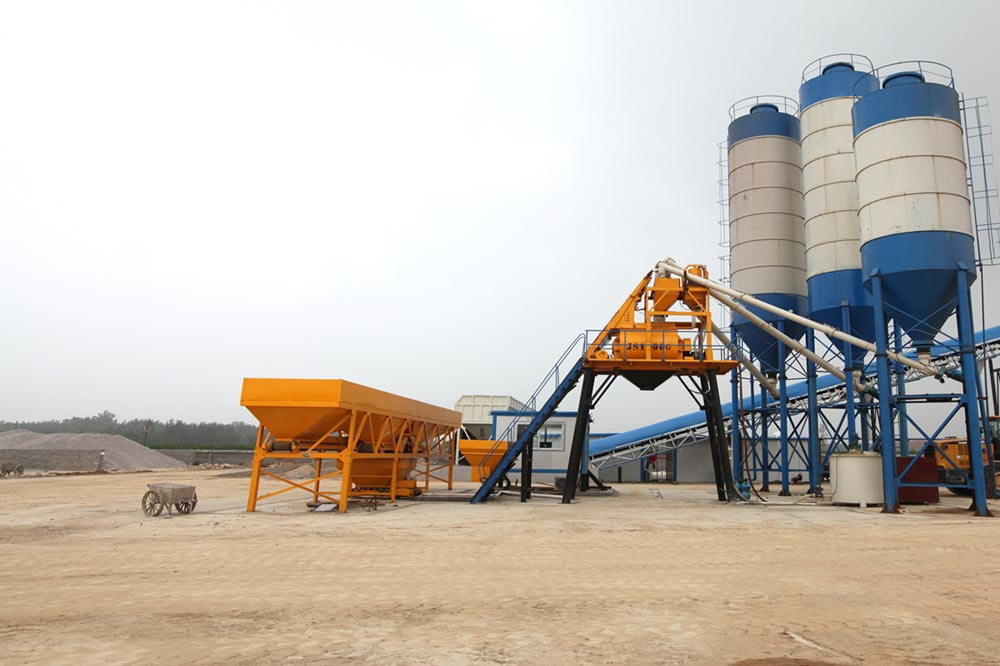
Imagen de la planta de hormigón para la construcción de carreteras y edificios.

La planta de concreto u hormigón se puede clasificar desde varios puntos de vista:

### Según el tipo de concreto u hormigón que se produce
- Plantas de mezclado: para la producción de concreto u hormigón amasado.[1] Incluyen una amasadora, que es la encargada de homogeneizar la mezcla de concreto u hormigón.
- Plantas de dosificado: para la producción de concreto dosificado, a veces llamado hormigón seco. La principal característica de estas plantas, es que carecen de amasadora. La mezcla de componentes dosificados, se vierte en un camión hormigonera que es el encargado de homogeneizar la mezcla.
- Plantas de grava cemento: para la producción de una mezcla semiseca de grava con cemento. Normalmente este tipo plantas realizan la dosificación y pesaje de los componentes en modo continuo.
- Plantas combinadas: para la producción de hormigón amasado y dosificado en una misma planta, mediante la utilización de un sistema de by-passes, que hacen que el concreto pase por la amasadora o directamente se descargue en el camión hormigonera.

### Según la movilidad de la planta
- Plantas fijas: son las instalaciones destinadas a un centro productivo con una localización fija. La estructura de la planta se diseña e instala de con la idea de no ser trasladada a lo largo de la vida útil de la instalación.
- Plantas móviles: son las instalaciones destinadas a trabajar en una obra o proyecto concreto. Tras la finalización del mismo, la planta es desmontada, trasladada y ensamblada en otro lugar de trabajo. La estructura de la planta, suele incorporar un tren de rodadura, de manera que se necesita solamente una cabeza tractora para realizar el transporte de las principales partes de la planta.
- Plantas modulares: aquellas instalaciones destinadas a trabajar en varias localizaciones diferentes a lo largo de su vida útil, al igual que las plantas móviles. En este caso, la planta no se fabrica con sistema de rodadura, sino que se diseña en diferentes módulos estructurales, fácilmente transportables mediante medios estandarizados (plataformas, contenedores, flat-racks...) El montaje de los diferentes módulos es rápido, ya que todos los elementos de la instalación están previamente preinstalados dentro de cada módulo.

### Según el sistema de acopio de áridos
Según el lugar donde se almacenan los áridos que serán utilizados en el proceso de fabricación, tenemos dos tipos de plantas:
- Plantas verticales. En este tipo de plantas, el acopio de áridos se realiza en la parte superior de la planta, de manera que debe hacerse una elevación de los mismos previa al almacenamiento. La ventaja de este sistema es que los áridos se encuentran justo por encima del nivel de amasado/dosificado, de manera que la descarga de los mismos en el momento justo en que se demandan es muy rápida, obteniendo de esta manera grandes producciones y buenos rendimientos sobre la capacidad máxima teórica de la amasadora (en el caso de producción de hormigón amasado)
- Plantas horizontales. Mediante este otro tipo de planta, el acopio de áridos se realiza a nivel del suelo, y no sobre el nivel de amasado/dosificado de la planta. En el momento en que se demanda el árido para la producción de concreto, éste se dosifica y eleva hasta la planta de concreto. La ventaja de este sistema, es que el conjunto estructural de la central resulta más sencillo, al no tener que acopiar una gran cantidad de árido sobre la estructura de la planta. Existen medios para aumentar la producción y el rendimiento mediante este sistema, como puede ser el utilizar transportadores para el árido de mayor capacidad, o la incorporación de tolvas de espera sobre el nivel de amasado, que hacen un pre-stock de árido ya dosificado y pesado, con la cantidad justa que se va a utilizar en el ciclo de amasado.

## Elementos
- Batería de tolvas. Se trata de conjunto de recipientes de gran capacidad (generalmente desde 10 m³ hasta 200 m³) en los que se almacena el árido que será utilizado en el proceso de fabricación. El número de recipientes será igual al número de áridos diferentes que se utilicen en la planta (normalmente entre 3 y 8)
- Sistema de pesaje de áridos. Para la correcta dosificación del árido en la central de concreto u hormigón, es necesario un sistema que pese la cantidad programada. Lo más común es utilizar un sistema de cinta pesadora que pesa los diferentes tipos de árido por adición dentro de un mismo ciclo de pesaje, o un sistema de tolvas pesadoras independientes que pesan por separado cada tipo de árido. El elemento medidor más utilizado es la célula de carga, que va incorporado a cualquiera de los dos sistemas anteriormente mencionados.
- Sistema de elevación y transporte de áridos. Para elevar y transportar los áridos bien sea antes del acopio, o después del mismo, se utilizan diferentes soluciones. Las más habituales son las cintas transportadoras, que es el sistema más fiable y con menor mantenimiento. Otra alternativa son los elevadores de cangilones, que ofrecen menos durabilidad, mayor mantenimiento, menor capacidad, aunque en cambio presentan la ventaja de ocupar menor espacio en planta. Una tercera alternativa es la elevación por skip, que transporta el árido mediante ciclos de carga, y presenta una alternativa intermedia en lo referente a ocupación de espacio entre la cinta y el elevador de cangilones.
- Silos de cemento: es el elemento de almacenamiento del cemento y del filler. Sus capacidades van desde los 30 a los 1000 m³ . Incorporan sistemas de filtrado de cemento, válvulas de seguridad de sobrepresión, sistemas de niveles de cemento y sistemas fluidificadores, para evitar la aparición de bóvedas en la masa de cemento almacenado. La extracción del cemento, se realiza mediante alimentadores alveolares o directamente por gravedad.
- Transportadores de cemento. El método más utilizado es el transportador de tornillo sinfín.
- Sistema de pesaje de cemento. Se utiliza báscula o tolva pesadora con células de carga incorporadas.
- Sistema de pesaje de agua. Se utiliza báscula o tolva pesadora con células de carga incorporadas. Como alternativa más económica puede utilizarse un contador de agua, que realiza una medición volumétrica.
- Amasadora. Utilizada en las plantas de hormigón amasado. Dependiendo del tipo de concreto a producir, de la viscosidad del mismo, del nivel de homogeneización deseado, del tamaño de los áridos, se utilizará un tipo u otro de amasadora de las disponibles en el mercado. Los principales tipos de amasadoras son: de doble eje horizontal, de eje vertical, planetaria, de tambor y continua.
- Sistema de control. Las plantas de hormigón son instalaciones completamente automatizadas, con sistemas integrados de control de peso y producciones. El gobierno de los elementos de la planta se realiza mediante sistemas PLC o mediante microprocesadores.
- Existen otros elementos más o menos utilizados en las plantas de hormigón, como pueden ser los sistemas de dosificación de aditivos, sistema de dosificación de fibras, sistemas neumáticos de carga de cemento, etc. Su incorporación o no dependerá de cada planta y del tipo de hormigón a fabricar.